# Rochelle Gilmore
Rochelle Gilmore (Sutherland, 14 dicembre 1981) è una dirigente sportiva, ex ciclista su strada e pistard australiana. Attiva tra le Elite dal 2001 al 2014, è stata due volte medaglia d'argento ai campionati del mondo su pista nella specialità dello scratch. Dal 2015 al 2018 è stata manager del team femminile britannico Wiggle-High5.

## Palmarès

### Strada
- 2001

3ª tappa Giro d'Italia
Gran Premio di Cento-Carnevale d'Europa
6ª tappa Trophée d'Or
- 2002

5ª tappa Tour de Snowy
3ª tappa Trophée d'Or
- 2003

2ª tappa Geelong Tour
9ª tappa Giro d'Italia
- 2005

Geelong World Cup
Trofeo Guareschi
- 2006

2ª tappa Geelong Tour
Trofeo Guareschi
- 2007

1ª tappa Route de France
Campionati oceaniani, Prova in linea
- 2008

1ª tappa Tour de Prince Edward Island
3ª tappa Tour de Prince Edward Island
5ª tappa Tour de Prince Edward Island
- 2009

1ª tappa Tour of New Zealand
2ª tappa Tour of New Zealand
Omloop Door Middag-Humsterland
Sparkassen Giro Bochum
- 2010

Giochi del Commonwealth, Prova in linea
- 2011

1ª tappa Tour of Qatar

#### Altri successi
- 2000

Campionati australiani, prova criterium
- 2001

Campionati australiani, prova criterium
- 2002

2ª tappa Geelong Bay Classic Series
4ª tappa Geelong Bay Classic Series
Classifica generale Geelong Bay Classic Series
- 2004

4ª tappa Geelong Bay Classic Series
Campionati australiani, prova criterium
- 2007

City Nacht Rhede-GP Bitburger
3ª tappa Tri-Peaks Challenge
Noosa International Criterium
- 2008

Ridderronde Maastricht
- 2009

Classifica sprint Jayco Bay Cycling Classic
Classifica sprint Tour of New Zealand
Classifica punti Tour de Prince Edward Island
Classifica sprint Tour de Prince Edward Island
1ª tappa Honda Hybrid Women's Tour
3ª tappa Honda Hybrid Women's Tour
Cronulla Women's Grand Prix
- 2010

1ª tappa Jayco Bay Cycling Classic
2ª tappa Jayco Bay Cycling Classic
4ª tappa Jayco Bay Cycling Classic
Classifica generale Jayco Bay Cycling Classic
Classifica sprint Jayco Bay Cycling Classic
1ª tappa Honda Insight Grand Prix
2ª tappa Honda Insight Grand Prix
5ª tappa Honda Insight Grand Prix
Classifica generale Honda Insight Grand Prix
- 2011

1ª tappa Jayco Bay Cycling Classic
3ª tappa Jayco Bay Cycling Classic
Classifica generale Jayco Bay Cycling Classic

### Pista
- 2003

Campionati australiani, scratch
Campionati australiani, corsa a punti
prova Coppa del mondo, corsa a punti (Sydney)
- 2004

Campionati australiani, scratch
- 2005

prova Sydney Cup on Wheels, corsa a punti
prova Sydney Cup on Wheels, velocità
prova Sydney Cup on Wheels, derny
prova Coppa del mondo, corsa a punti (Sydney)
Campionati oceaniani, corsa a punti
Campionati del Nuovo Galles del Sud, keirin
- 2007

1ª prova Giro d'Italia delle piste, corsa a punti (Torino)
prova Sydney Cup on Wheels, scratch
prova Sydney Cup on Wheels, eliminazione
prova Sydney Cup on Wheels, keirin
Clarence St Cup Wheelrace
Campionati del Nuovo Galles del Sud, corsa a punti

## Piazzamenti

### Grandi Giri
- Giro d'Italia

2001: ?
2002: ?
2003: ?
2006: ?
2007: 78ª
2008: ritirata
2009: 78ª

### Competizioni mondiali
- Campionati del mondo su strada

Zolder 2002 - In linea Elite: 33ª
Varese 2008 - In linea Elite: ritirata
Mendrisio 2009 - In linea Elite: ritirata
- Campionati del mondo su pista

Ballerup 2002 - Scratch: 2ª
Stoccarda 2003 - Scratch: 2ª